# Акбулак (притока Чаткалу)
Акбулак (узб. Oqbuloq — «Біле джерело») — річка в Бостанлицькому районі Ташкентського вілояту Республіки Узбекистан, ліва притока Чаткалу.

## Опис
Акбулак народжується з високогірних моренних озер на відрогах Чаткальського хребта, що лежать в урочищі Акбулак. Два озера у витоках влітку мають поверхневий стік, вода з двох інших просочується через моренні наноси й осипи, що оточують озера. У верхній течії Акбулак протікає в глибокій долині з крутими схилами. Витоки Акбулаку й верхня течія лежать на території Майдантальської ділянки Чаткальського заповідника, далі річка тече по межі заповідника.

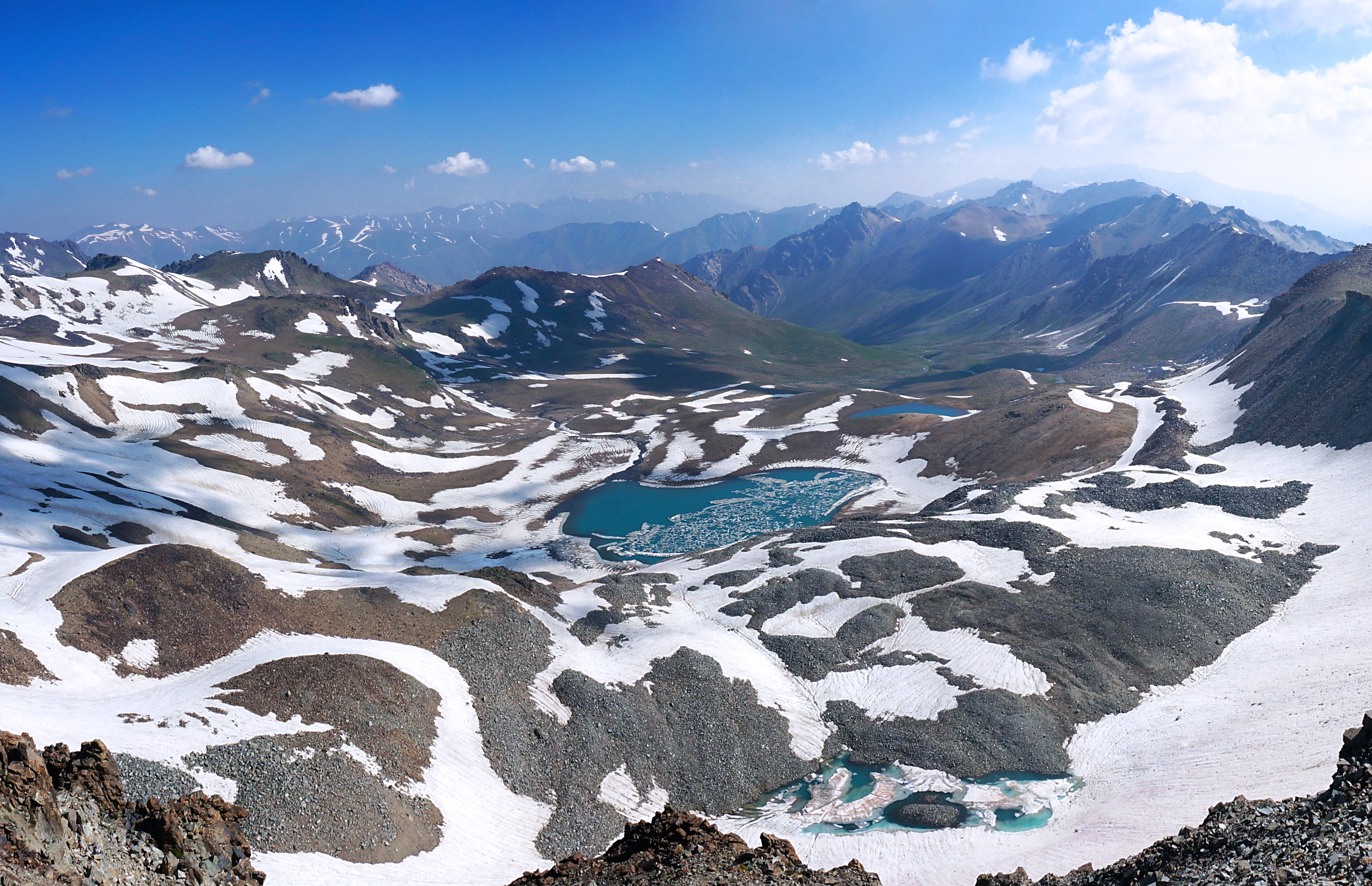
Витоки річки Акбулак

Долина Акбулаку утворилася внаслідок тектонічного розлому в зоні розвитку Кумбельських розломів субмеридіонального простягання. Річкова долина має деревоподібний малюнок. У нижній течії долина річки звивиста, з різкими перегинами. Права частина долини обмежується хребтом Саргардон.
У 1986 році геологи описали Акбулацьку світу (нижній карбон, турнейський ярус), що охоплює ліві притоки річки Чаткал.

## Притоки
Всього, в Акбулак впадає 85 приток, загальною довжиною 135 км.
У верхів'ях Акбулаку (середньогірні ділянки замкнутих долин, екрановані від потоків вологого повітря) густота річкових долин невисока.

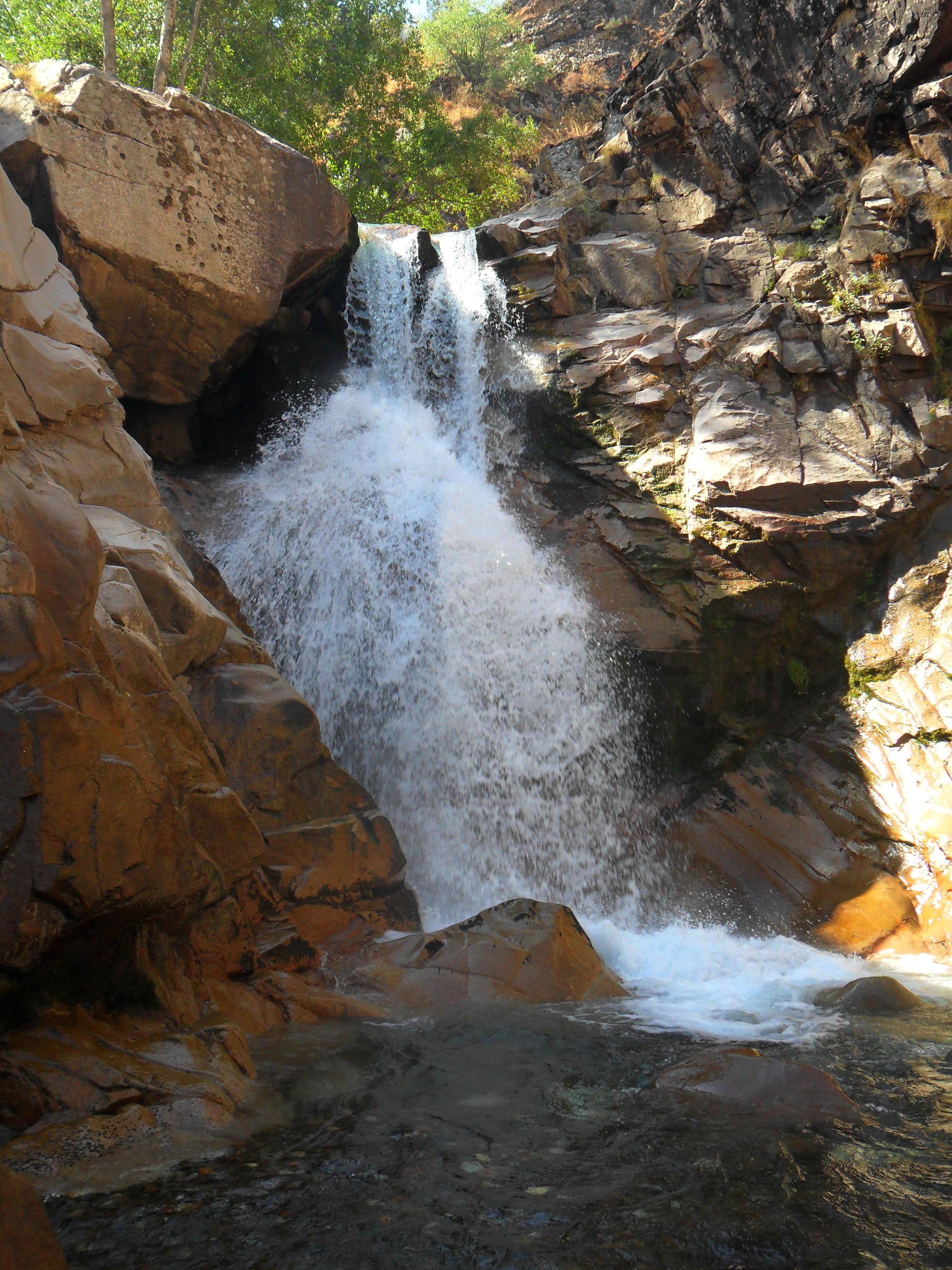
Водоспад на річці Караарча, притоці Акбулаку

У середній і нижній течії Акбулак приймає велику кількість водотоків. Основні з них наведено нижче (від витоку до гирла):
- Киршинди (праворуч);
- Турасай (зліва);
- Акшам (зліва);
- Торгосай (праворуч);
- Чалмансай (зліва);
- Алмашахсай (праворуч);
- Кошмансай (зліва);
- Абдаксай (праворуч);
- Тереклісай/Серкелісай[5] (зліва);
- Саргардонсай (праворуч);
- Караарчасай (ліворуч).

Відносно великими притоками є останні три.

## Освоєння людиною
Приблизно за 3 км вище від впадіння Кошмансая, біля гирла річки Арпапая, на правому березі річки лежав кишлак Акбулак, нині занедбаний.
У 1960—1970-ті роки проводилася геологорозвідка Акбулаку та його приток. З цією метою в 1966 році вздовж Акбулаку від гирла до впадіння Серкелісая прокладено ґрунтову дорогу, біля впадіння річки Серкелісай через Акбулак перекинуто міст. У верхів'ях, на правобережжі Кошмансая, притоки Акбулаку відкрито новий мінерал — силіцид марганцю Mn5Si3, в 2008 році цей мінерал названо мавляновіт.
У радянський час, біля впадіння Караарчі, через Акбулак підвішено трос з люлькою, за допомогою якого можна було переправитися через річку.
Акбулак має достатній гідроенергетичний потенціал. ДАК «Узбекенерго» планує будівництво на Акбулаку гідроелектростанції потужністю 60 МВт.
Нині відвідування Акбулаку туристами ускладнене через близькість останнього до державного кордону. Попри це деякі туристичні сайти пропонують тури, що частково проходять уздовж русла Акбулаку. Як правило, ці описи — бездумні копії популярних у радянський час маршрутів.